# 정릉 (조선 환조)
정릉(定陵)은 조선의 추존왕 환조의 능이다. 함경남도 함주군 동천면 경흥리에 있다.

## 개요
태조 이성계의 아버지 환조의 능이다. 함경남도 함주군 동천면 경흥리에 있으며, 아내 의혜왕후의 화릉과 같은 언덕에 있다. 환조는 1361년(공민왕 10년) 음력 4월 경술일에 죽었으며, 함흥부 신평부 귀주동에 장사를 지냈다.
조선 개국 직후인 1392년(태조 원년) 음력 8월 8일 태조가 자신의 4대조를 추존하고, 아들 이방원을 보내 각 무덤에 치제를 하고 능호를 올렸다. 이때 환조의 무덤에는 정릉(定陵)의 능호가 올려졌다. 또 이 해 음력 10월 28일에는 능지기 권무 2명과 수릉호를 몇 호 두고, 재궁도 세웠다. 1393년(태조 2년)에는 정총과 권근이 정릉의 비문을 짓고, 이해 음력 9월 성석린을 보내 정릉비를 세웠다. 한편 정릉의 신도비문은 이색이 지었는데, 1417년(태종 17년) 이 신도비문은 모두 거두게 하였다. 정릉에는 종9품의 참봉 1명을 두어 능을 관리하게 하였다.
한편 2009년 6월 27일 대한민국에 있는 조선왕릉이 세계문화유산으로 등재되었으나, 정릉은 그 대상에 포함되지 않았다.

## 기타
- 현재 정릉의 자리는 나옹과 무학이 정해준 것으로, 이 묫자리가 좋아 이성계가 왕이 되었다는 설화가 있다.[12]